# Habenaria retinervis
Habenaria retinervis är en orkidéart som beskrevs av Victor Samuel Summerhayes. Habenaria retinervis ingår i släktet Habenaria och familjen orkidéer. Inga underarter finns listade i Catalogue of Life.